# 劉竹
劉竹（1485年—？），字守節，直隸真定府晉州人，軍籍，明朝政治人物。

## 生平
正德五年（1510年）庚午科順天府鄉試第三十九名舉人。正德十六年（1521年）中式辛巳科會試第二十六名，登第三甲第一百五十九名進士。

## 家族
曾祖劉斌，曾任司献；祖父劉善，曾任教諭；父劉本義，曾任義官。母張氏。慈侍下。